# اما اوستروخل
اما اوستروخل (هلندی: Emma Oosterwegel؛ زادهٔ ۲۹ ژوئن ۱۹۹۸) ورزشکار هفت‌گانه اهل هلند است.